# Real Club Deportivo Mallorca 2023-2024
Questa voce raccoglie le informazioni riguardanti il Real Club Deportivo Mallorca nelle competizioni ufficiali della stagione 2023-2024.

## Maglie e sponsor
| Casa | Trasferta | Terza maglia |

## Rosa
Aggiornata al 6 marzo 2024 
 In corsivo i calciatori ceduti durante la stagione
| N. |                       | Ruolo | Calciatore           |
| -- | --------------------- | ----- | -------------------- |
| 1  | Serbia (bandiera)     | P     | Predrag Rajković     |
| 2  | Serbia (bandiera)     | D     | Matija Nastasic      |
| 3  | Spagna (bandiera)     | D     | Toni Lato            |
| 4  | Belgio (bandiera)     | D     | Siebe Van der Heyden |
| 5  | Spagna (bandiera)     | C     | Omar Mascarell       |
| 6  | Spagna (bandiera)     | D     | José Copete          |
| 7  | Kosovo (bandiera)     | A     | Vedat Muriqi         |
| 8  | Spagna (bandiera)     | C     | Manu Morlanes        |
| 9  | Spagna (bandiera)     | A     | Abdón Prats          |
| 10 | Spagna (bandiera)     | C     | Sergi Darder         |
| 11 | Spagna (bandiera)     | D     | Jaume Costa          |
| 12 | Portogallo (bandiera) | D     | Samú Costa           |
| 13 | Slovacchia (bandiera) | P     | Dominik Greif        |

| N. |                       | Ruolo | Calciatore                |
| -- | --------------------- | ----- | ------------------------- |
| 14 | Spagna (bandiera)     | C     | Dani Rodríguez            |
| 15 | Spagna (bandiera)     | D     | Pablo Maffeo              |
| 17 | Canada (bandiera)     | A     | Cyle Larin                |
| 18 | Spagna (bandiera)     | C     | Antonio Sánchez           |
| 19 | Spagna (bandiera)     | C     | Javier Llabrés            |
| 20 | Uruguay (bandiera)    | D     | Giovanni González         |
| 21 | Spagna (bandiera)     | D     | Antonio Raíllo (capitano) |
| 22 | Spagna (bandiera)     | D     | Nacho Vidal               |
| 23 | Senegal (bandiera)    | A     | Amath Ndiaye              |
| 23 | Serbia (bandiera)     | A     | Nemanja Radonjić          |
| 24 | Slovacchia (bandiera) | D     | Martin Valjent            |
| 25 | Spagna (bandiera)     | P     | Iván Cuéllar              |

## Calciomercato

### Sessione estiva
| Acquisti         | Acquisti             | Acquisti             | Acquisti                   |
| R.               | Nome                 | da                   | Modalità                   |
| ---------------- | -------------------- | -------------------- | -------------------------- |
| A                | Sergi Darder         | Espanyol             | definitivo (8 milioni €)   |
| A                | Cyle Larin           | Real Valladolid      | definitivo (7,5 milioni €) |
| P                | Samú Costa           | Almería              | definitivo (3 milioni €)   |
| D                | Siebe Van der Heyden | Union Saint-Gilloise | definitivo (2,7 milioni €) |
| C                | Manu Morlanes        | Villarreal           | definitivo (2,5 milioni €) |
| C                | Omar Mascarell       | Elche                | definitivo (600 mila €)    |
| D                | Toni Lato            | Valencia             | gratuito                   |
| P                | Iván Cuéllar         | Sporting Gijón       | gratuito                   |
| Altre operazioni |                      |                      |                            |
| R.               | Nome                 | da                   | Modalità                   |
| A                | Jordi Mboula         | Racing Santander     | fine prestito              |
| A                | Javi Llabrés         | Mirandés             | fine prestito              |

| Cessioni         | Cessioni                | Cessioni            | Cessioni                  |
| R.               | Nome                    | a                   | Modalità                  |
| ---------------- | ----------------------- | ------------------- | ------------------------- |
| A                | Lee Kang-in             | Paris Saint-Germain | definitivo (22 milioni €) |
| C                | Iñigo Ruiz de Galarreta | Athletic Bilbao     | gratuito                  |
| A                | Jordi Mboula            | Verona              | gratuito                  |
| A                | Ángel Rodríguez         | Tenerife            | gratuito                  |
| C                | Clément Grenier         | Racing Santander    | gratuito                  |
| C                | Iddrisu Baba            | Almería             | prestito                  |
| P                | Leo Román               | Real Oviedo         | prestito                  |
| D                | Josep Gayá              | Amorebieta          | prestito                  |
| Altre operazioni |                         |                     |                           |
| R.               | Nome                    | da                  | Modalità                  |
| A                | Tino Kadewere           | Olympique Lione     | fine prestito             |
| C                | Manu Morlanes           | Villarreal          | fine prestito             |
| D                | Dennis Hadžikadunić     | Rostov              | fine prestito             |
| D                | Ludwig Augustinsson     | Siviglia            | fine prestito             |

### Sessione invernale
| Acquisti         | Acquisti         | Acquisti      | Acquisti      |
| R.               | Nome             | da            | Modalità      |
| ---------------- | ---------------- | ------------- | ------------- |
| A                | Nemanja Radonjić | Torino        | prestito      |
| D                | Ignacio Vidal    | Osasuna       | prestito      |
| Altre operazioni |                  |               |               |
| R.               | Nome             | da            | Modalità      |
| D                | Brian Cufré      | New York City | fine prestito |

| Cessioni         | Cessioni     | Cessioni        | Cessioni |
| R.               | Nome         | a               | Modalità |
| ---------------- | ------------ | --------------- | -------- |
| A                | Amath Ndiaye | Real Valladolid | prestito |
| D                | David López  | Elche           | prestito |
| Altre operazioni |              |                 |          |
| R.               | Nome         | da              | Modalità |
| D                | Brian Cufré  | Vélez Sarsfield | prestito |

## Risultati

### Primera División

#### Girone di andata
| Arbitro: | García Verdura |

|                  |           |            |
| Viera 29’ (rig.) | Marcatori | 70’ Raíllo |

| Arbitro: | Alberola Rojas |

|  |           |               |
|  | Marcatori | 62’ G. Moreno |

| Arbitro: | Hernández Maeso |

|                                         |           |                          |
| Rubio 12’ Zaragoza 46’ Uzuni 70’ (rig.) | Marcatori | 38’ Prats 87’ Samú Costa |

| Palma di Maiorca 3 settembre 2023, ore 16:15 CEST 4ª giornata | Maiorca          | 0 – 0 referto | Athletic Bilbao | Visit Mallorca Estadi (17 043 spett.)\| Arbitro: \| Figueroa Vázquez \| |
| Arbitro:                                                      | Figueroa Vázquez |               |                 |                                                                         |

| Arbitro: | Munuera Montero |

|  |           |            |
|  | Marcatori | 85’ Muriqi |

| Arbitro: | González Fuertes |

|                                                                       |           |                                   |
| D. López 26’ Dovbyk 33’ (rig.) I. Martín 37’ Y. Herrera 45’ Sávio 57’ | Marcatori | 4’ (rig.) Muriqi 88’, 90+5’ Prats |

| Arbitro: | Muñiz Ruiz |

|                     |           |                         |
| Muriqi 7’ Prats 48’ | Marcatori | 41’ Raphinha 75’ Fermín |

| Arbitro: | Melero López |

|                                   |           |                        |
| Á. García 4’ Falcao 90+12’ (rig.) | Marcatori | 44’ Muriqi 59’ Sánchez |

| Arbitro: | Francisco José Hernández Maeso |

|                 |           |                 |
| D. Rodríguez 5’ | Marcatori | 48’ Diego López |

| Arbitro: | Figueroa Vázquez |

|            |           |  |
| Méndez 64’ | Marcatori |  |

| Palma de Maiorca 28 ottobre 2023, ore 18:30 CEST 11ª giornata | Maiorca                | 0 – 0 referto | Getafe | Visit Mallorca Estadi (15 310 spett.)\| Arbitro: \| Pablo González Fuertes \| |
| Arbitro:                                                      | Pablo González Fuertes |               |        |                                                                               |

| Arbitro: | Ortiz Arias |

|                              |           |  |
| Willian José 7’ A. Pérez 65’ | Marcatori |  |

| Arbitro: | Iglesias Villanueva |

|             |           |                |
| Prats 45+1’ | Marcatori | 12’ R. Alcaraz |

| Arbitro: | Munuera Montero |

|               |           |  |
| Griezmann 64’ | Marcatori |  |

| Palma de Maiorca 3 dicembre 2023, ore 14:00 CET 15ª giornata | Maiorca          | 0 – 0 referto | Alavés | Visit Mallorca Estadi (15 090 spett.)\| Arbitro: \| Figueroa Vázquez \| |
| Arbitro:                                                     | Figueroa Vázquez |               |        |                                                                         |

| Arbitro: | Alberola Rojas |

|           |           |  |
| Larin 11’ | Marcatori |  |

| Almeria 17 dicembre 2023, ore 14:00 CET 17ª giornata | Almería | 0 – 0 referto | Maiorca | Power Horse Stadium (11 936 spett.) |

| Arbitro: | Melero López |

|                                       |           |                             |
| Nastasić 12’ Rodríguez 53’ Raíllo 62’ | Marcatori | 7’ Ibáñez 90+1’ Raúl García |

| Arbitro: | Muñiz Ruiz |

|             |           |  |
| Rüdiger 79’ | Marcatori |  |

#### Girone di ritorno
| Arbitro: | García Verdura |

|           |           |                |
| Larin 43’ | Marcatori | 10’ Iago Aspas |

| Arbitro: | Ortiz Arias |

|               |           |               |
| Sørloth 45+1’ | Marcatori | 90+1’ Llabrés |

| Arbitro: | Iglesias Villanueva |

|  |           |                |
|  | Marcatori | 45+1’ Altimira |

| Arbitro: | Figueroa Vázquez |

|                                            |           |  |
| Berchiche 3’, 16’ Guruzeta 62’ Muniain 89’ | Marcatori |  |

| Arbitro: | Munuera Montero |

|                             |           |               |
| A. Sánchez 48’ Muriqi 90+1’ | Marcatori | 76’ Á. García |

| Arbitro: | González Fuertes |

|               |           |                       |
| A. Sánchez 4’ | Marcatori | 38’ Kubo 90+3’ Merino |

| Arbitro: | García Verdura |

|               |           |              |
| Benavídez 76’ | Marcatori | 88’ Nastasić |

| Arbitro: | Hernández Maeso |

|            |           |  |
| Copete 33’ | Marcatori |  |

| Arbitro: | Iglesias Villanueva |

|           |           |  |
| Yamal 73’ | Marcatori |  |

| Arbitro: | De Burgos Bengoetxea |

|            |           |  |
| Raíllo 85’ | Marcatori |  |

| Valencia 30 marzo 2024, ore 18:30 CET 30ª giornata | Valencia    | 0 – 0 referto | Maiorca | Mestalla\| Arbitro: \| Ortiz Arias \| |
| Arbitro:                                           | Ortiz Arias |               |         |                                       |

| Arbitro: | Sánchez Martínez |

|  |           |                |
|  | Marcatori | 48’ Tchouaméni |

| Arbitro: | Hernández Hernández |

|                             |           |             |
| En-Nesyri 61’ I. Romero 75’ | Marcatori | 90+5’ Prats |

| Arbitro: | De Mera Escuderos |

|                      |           |            |
| Mascarell 59’ (aut.) | Marcatori | 12’ Muriqi |

| Arbitro: | Alberola Rojas |

|  |           |             |
|  | Marcatori | 5’ Riquelme |

| Arbitro: | Martínez Munuera |

|              |           |  |
| González 29’ | Marcatori |  |

| Arbitro: | Hernández Maeso |

|               |           |            |
| Moncayola 14’ | Marcatori | 65’ Darder |

| Arbitro: | De Burgos Bengoetxea |

|                      |           |                       |
| Larin 29’ Darder 83’ | Marcatori | 41’ Arribas 66’ Langa |

| Getafe 26 maggio 2024, ore 14:00 CEST 38ª giornata                       | Getafe    | 1 – 2 referto           | Maiorca | Coliseum Alfonso Pérez (9 545 spett.) |
| \| \| \| \| \| G. Álvarez 48’ \| Marcatori \| 90’ Muriqi 90+3’ Maffeo \| |           |                         |         |                                       |
|                                                                          |           |                         |         |                                       |
| G. Álvarez 48’                                                           | Marcatori | 90’ Muriqi 90+3’ Maffeo |         |                                       |

### Coppa di Spagna
| Arbitro: | Alberola Rojas |

|  |           |                                             |
|  | Marcatori | 25’, 33’ (rig.), 76’ (rig.) Prats 46’ Larin |

| Arbitro: | De Burgos Bengoetxea |

|  |           |                                |
|  | Marcatori | 39’ Rodríguez 56’, 62’ Llabrés |

| Arbitro: | De Mera Escuderos |

|  |           |                                  |
|  | Marcatori | 63’ González 74’ Larin 81’ Prats |

| Arbitro: | Melero López |

|  |           |            |
|  | Marcatori | 120’ Larin |

| Arbitro: | Munuera Montero |

|                                 |           |                               |
| Larin 21’ Prats 28’, 35’ (rig.) | Marcatori | 68’ (rig.) Stuani 90+6’ Sávio |

| Palma de Maiorca 6 febbraio 2024, ore 21:00 CET Semifinale - Andata | Maiorca    | 0 – 0 referto | Real Sociedad | Visit Mallorca Estadi (22 051 spett.)\| Arbitro: \| Muñiz Ruiz \| |
| Arbitro:                                                            | Muñiz Ruiz |               |               |                                                                   |

| Arbitro: | Gil Manzano |

|                                                  |                      |                                           |
| Oyarzabal 71’                                    | Marcatori            | 50’ González                              |
| Oyarzabal Turrientes Olasagasti Zubimendi Becker | Tiri di rigore 4 – 5 | Muriqi Morlanes Mascarell Radonjić Darder |

| Arbitro: | Munuera Montero |

|                                |                      |                                  |
| Sancet 50’                     | Marcatori            | 21’ Rodríguez                    |
| García Muniain Vesga Berenguer | Tiri di rigore 4 – 2 | Muriqi Morlanes Radonjić Sánchez |

## Statistiche finali

### Statistiche di squadra
Statistiche aggiornate al 26 maggio 2024.
| Competizione | Punti | In casa | In casa | In casa | In casa | In casa | In casa | In trasferta | In trasferta | In trasferta | In trasferta | In trasferta | In trasferta | In campo neutro | In campo neutro | In campo neutro | In campo neutro | In campo neutro | In campo neutro | Totale | Totale | Totale | Totale | Totale | Totale | DR  |
| Competizione | Punti | G       | V       | N       | P       | Gf      | Gs      | G            | V            | N            | P            | Gf           | Gs           | G               | V               | N               | P               | Gf              | Gs              | G      | V      | N      | P      | Gf     | Gs     | DR  |
| ------------ | ----- | ------- | ------- | ------- | ------- | ------- | ------- | ------------ | ------------ | ------------ | ------------ | ------------ | ------------ | --------------- | --------------- | --------------- | --------------- | --------------- | --------------- | ------ | ------ | ------ | ------ | ------ | ------ | --- |
| Liga         | 40    | 19      | 6       | 8       | 5       | 16      | 16      | 19           | 2            | 8            | 9            | 16           | 28           | -               | -               | -               | -               | -               | -               | 38     | 8      | 16     | 14     | 33     | 44     | -11 |
| Coppa del Re | -     | 2       | 1       | 1       | 0       | 3       | 2       | 5            | 4            | 1            | 0            | 12           | 1            | 1               | 0               | 1               | 0               | 1               | 1               | 8      | 5      | 3      | 0      | 16     | 4      | +12 |
| Totale       | -     | 21      | 7       | 9       | 5       | 20      | 18      | 24           | 6            | 9            | 9            | 27           | 28           | 1               | 0               | 1               | 0               | 1               | 1               | 46     | 13     | 19     | 14     | 49     | 48     | +1  |

### Andamento in campionato
| Giornata  | 1 | 2  | 3  | 4  | 5  | 6  | 7  | 8  | 9  | 10 | 11 | 12 | 13 | 14 | 15 | 16 | 17 | 18 | 19 | 20 | 21 | 22 | 23 | 24 | 25 | 26 | 27 | 28 | 29 | 30 | 31 | 32 | 33 | 34 | 35 | 36 | 37 | 38 |
| --------- | - | -- | -- | -- | -- | -- | -- | -- | -- | -- | -- | -- | -- | -- | -- | -- | -- | -- | -- | -- | -- | -- | -- | -- | -- | -- | -- | -- | -- | -- | -- | -- | -- | -- | -- | -- | -- | -- |
| Luogo     | T | C  | T  | C  | T  | T  | C  | T  | C  | T  | C  | T  | C  | T  | C  | C  | T  | C  | T  | C  | T  | C  | T  | C  | C  | T  | C  | T  | C  | T  | C  | T  | T  | C  | C  | T  | C  | T  |
| Risultato | N | P  | P  | N  | V  | P  | N  | N  | N  | P  | N  | P  | N  | P  | N  | V  | N  | V  | P  | N  | N  | P  | P  | V  | P  | N  | V  | P  | V  | N  | P  | P  | N  | P  | V  | N  | N  | V  |
| Posizione | 8 | 14 | 17 | 17 | 15 | 16 | 16 | 16 | 15 | 17 | 16 | 17 | 17 | 17 | 17 | 15 | 15 | 14 | 14 | 14 | 15 | 15 | 17 | 16 | 16 | 16 | 15 | 15 | 14 | 15 | 15 | 16 | 16 | 17 | 15 | 17 | 17 | 15 |